# こうたろ
こうたろは、2007年4月7日ｰ9月29日に読売テレビで毎週土曜日深夜（日曜日未明）2時-2時30分（JST）に放送されていたドラマ仕立てのテレビショッピング（通販番組）である。ハイビジョン制作。
「こうたろ」とは関西弁で「買ってやろう」の意味。

## 出演者
- 徳井優
- ソニン
- 茂木淳一
- 山下裕子
- 河井護
- 水谷優子（ナレーション）

## スタッフ
- 作：鈴木哲也
- 構成：わぐりたかし、空閑香織、中丸智司、本橋幸玄、高橋マツピロ、AKO
- TD/SW：関口文雄
- CAM：岩倉康宏、富岡三隆、海野亮、小林岳男
- VE：柳澤圭祐
- VTR：中浜央友
- MIX：木村宏志
- AUD：保坂直美
- 照明：西村信次、兼田春海、大矢幸男
- VTR編集：森田優子
- MA：山口誠
- 音効：檜山賢至
- 美術：箕田英二（ytv）
- 大道具：小林正明
- ヘアメイク&スタイリスト：千野根実弓
- スタイリスト：大谷修司
- フードスタイリスト：槻谷優子、澤田美奈
- タイトル：ダイスケ・エキスプレス
- 番組広報：飯田將博（ytv）
- FD：中谷徳秀、高橋竜也
- AP：櫻井こうめい、邑楽保明、花田桂
- ディレクター：戸田光史
- 演出：柘植一人
- プロデューサー：結城豊弘（センテンス）、細工忠晴
- 協力：読売テレビ、日本テレビアート、NiTRo、アビス
- 制作協力：TIME LINE PICTURES
- 製作著作：センテンス - 名義はセンテンス（呼称：ビートップス）であり、近畿広域圏の読売テレビではローカル番組を放送されているため、事実上、同社のインフォマーシャル的な番組である。